# USS Vestal (AR-4)
USS Vestal (AR-4) – amerykański okręt z okresu pierwszej połowy XX wieku.
Służył flocie transportowców, przewożąc węgiel wzdłuż wybrzeży Atlantyku i na Antylach od jesieni 1909 roku aż do lata następnego.
Po powrocie do floty i prawie rocznym remoncie w 1912 został zakwalifikowany jako okręt naprawczy w 1913 roku i służył Flocie Atlantyku aż do 1914 roku. Wtedy właśnie został wraz z innymi jednostkami odwołany do okupacji meksykańskiego portu Veracruz.

## I wojna światowa
Podczas pierwszej wojny światowej służył w Queenstown pierwszej flocie niszczycieli swoimi usługami naprawczymi. Pozostał tam aż do 1919 roku, kiedy to wrócił do Bostonu.

## Po I wojnie
W 1925 jej napęd został zmodernizowany z opalanego węglem na opalany ropą. We wrześniu 1925 musiał pomóc jednej z łodzi podwodnych staranowanej przez okręt podwodny SS „City of Rome”. Po zakończeniu tej akcji został przeniesiony do Floty Pacyfiku w 1927 roku.

## II wojna światowa
W 1940 został przeniesiony wraz z Flotą Pacyfiku do Pearl Harbor, gdzie służył w spokoju aż do 7 grudnia 1941 roku. Służba została przerwana, kiedy 7 grudnia 1941 roku japońskie bombowce uderzyły na bazę morską w Pearl Harbor. Okręt stał wtedy przycumowany do pancernika USS „Arizona”.
Ta z kolei została trafiona w magazyn amunicji i zatonęła w przeciągu 9 minut, co zmusiło załogę „Vestala” do pośpiechu w odcumowywaniu się od tonącej „Arizony”. Trafiony 2 bombami podczas ataku musiał osiąść na mieliźnie, aby utrzymać się na powierzchni.
Po przejściu niezbędnych napraw służył do końca wojny swoimi standardowymi możliwościami pomagając między innymi uszkodzonym okrętom w rejonie wyspy Guadalcanal. Za swoje czyny został odznaczony po II wojnie światowej dwiema Gwiazdami Bitewnymi.